# Club Deportivo Ramón Barba Naranjo
El Club Deportivo Ramón Barba Naranjo  es un equipo de fútbol profesional de Latacunga, Cotopaxi, Ecuador. Fue fundado el 31 de agosto de 1999. Se desempeña en la Segunda Categoría del Campeonato Ecuatoriano de Fútbol.
Está afiliado a la Asociación de Fútbol No Amateur de Cotopaxi.